# Garfield (Australia)
Garfield – miasto w Australii, w stanie Wiktoria.